# Гигантизъм
Гигантизъм е състояние, което се характеризира с прекомерен растеж, а височината е значително над средното ниво. При хората това е причинено от увеличена продукция на растежния хормон. В детството височината е между 2.13 m и 2.72 m.
Терминът обикновено се прилага за тези, чиято височина е не само в горния 1% от населението, но и от няколко стандартни отклонения, това означава за лица от същия пол, възраст и етнически произход. Терминът рядко се прилага за тези, които просто са „високи“ или „над средното ниво“, често те се оказват здрави; това е в резултат на нормални генетични промени и от храненето.
Гигантизъм обикновено се причинява от тумор на хипофизата на мозъка. Той предизвиква растеж на ръцете, лицето и краката. В някои случаи състоянието може да бъде прехвърлено чрез генетично мутирал ген.

## Диагностициране
При деца причинява повишен растеж на хормони и акромегалия при възрастни. Оценка на хиперсекреция на растежения хормон не може да се изключи с едно нормално GH ниво. Въпреки това, случайна кръвна проба показва чувствително повишение на GH и е подходящо за диагностика на GH хиперсекреция. Освен това, високото-нормално GH ниво, което не може да потисне с прием на глюкоза, също е достатъчно за диагностика на GH хиперсекреция.